# 糸井統
糸井 統（いとい はじめ、1971年6月22日 - ）は、岐阜県岐阜市出身の元競泳選手。

## 経歴
岐阜市立長森西小学校、岐阜市立長森中学校、岐阜県立岐阜商業高等学校、早稲田大学出身。1992年バルセロナオリンピックの開催年の日本選手権水泳競技大会（兼オリンピック選考会）の200m背泳ぎで日本人で初めて2分の壁を破り（1分59秒49）世界の第一線に並んだ。
1988年ソウルオリンピック金メダルの鈴木大地とは5学年違い、日本選手権で初めて鈴木に勝った際、「大地が負けた」とマスコミが鈴木だけをクローズアップしていたことに、糸井は「糸井が勝ったと言われるようになりたい」と強気の一面を覗かしていた。以後、日本選手権では100m背泳ぎで1990年から1995年まで6連覇。200m背泳ぎで1989年から1997年まで9連覇を果たした。この9連覇は入江陵介が同種目で10連覇を達成するまで全種目の中で最多であった（北島康介が100m平泳ぎで9連覇を達成し並ばれたことはあった）。
1992年バルセロナオリンピック200m背泳ぎの決勝では金メダルだけを狙い、本来後半型にもかかわらず先行する賭けに出たが僅差で4位（1分59秒52）、1994年アジア競技大会200m背泳ぎで3位、1996年アトランタオリンピック200m背泳ぎで5位となった。
1994年に早稲田大学を卒業し、同年から1996年まで財団法人福島県体育協会に勤務。1996年、母校の岐阜県立岐阜商業高校に臨時教員として採用され、1998年に同校の教員となり水泳部の顧問となる。
岐阜県水泳連盟では2012年ぎふ国体に向け競泳委員長となり、選手のスカウトや指導、水泳教室に招かれコーチをしている。2021年度は副理事長・競技環境整備委員長を務めている。

## 著書
- 『水泳 （Jスポーツシリーズ）』（旺文社、2001年）ISBN 978-4010718391